# Musée Napoléon (Cendrieux)
Musée Napoléon (Le Musée Napoléon de la Pommerie) is een museum in Cendrieux in de gemeente Val de Louyre et Caudeau in het departement Dordogne in Frankrijk, niet ver gelegen van Le Bugue en Périgueux.
Het museum bezit een uitgebreide collectie voorwerpen als kostuum, schilderijen en beelden, vooral over het leven van Napoleon (I) Bonaparte en Napoleon III. Het museum is gevestigd in Château de La Pommerie.